# Ferrilotharmeyerite
La ferrilotharmeyerite è un minerale.